# Хуан Лі
Хуан Лі (англ. Huang Lee, 1988, Коулун, Гонконг, КНР) — протагоніст GTA Chinatown Wars, який також згадується у Grand Theft Auto IV.

## Біографія
Народжений у Китаї Хуан був відправлений у Ліберті-Сіті, щоб передати своєму дядькові, Ву «Кенні» Лі, давню фамільну реліквію свого покійного батька — меч Yu Jian. В аеропорту його зустрічають люди дядька Ву. Хуан виходить з літака і хоче сісти в машину, але раптом на них нападають невідомі люди. Вони ранять Хуана і крадуть Yu Jian, а самого героя викидають в машині у воду, думаючи, що він не виживе. Йому вдається вибратися і, насамперед, Хуан вирішив податися до дядька Ву. Він дає йому притулок і трохи грошей. Спочатку він виконує завдання свого дядька Ву, знайомлячись з дівчиною по імені Лінг Шань. Вона навчає його всьому, що знає. У них зав'язуються стосунки, але вона гине. Її вбиває злочинець, який разом зі своєю бандою напав на ресторан дядька Ву. Хуан успішно мстить за її смерть. Пізніше він знайомиться з Чаном Джаомінгом, сином головного боса Тріад Сінь Джаомінгом, і працює на нього. Крім Чана, Хуан знайомиться з Мелані Мілард, подружкою Чана, поліцейським Вейдом Гестоном, Чжоу Мінгом і з самим Сіньом Джаомиігом — босом тріад в місті. Виконуючи різні завдання, він дізнається що його вбивцями батька стали Чан і Джоу. Хуан вбиває їх, виконуючи обов'язок Тріад. Через деякий час йому приходить E-mail від Вейда. Там написано, що поліцейських підкупила якийсь щур і про те, що Чан і Джоу невинні. Вейд дізнається, що скоро буде зустріч щура з ФБР і негайно їде туди з Хуаном. Доїхавши, вони дізнаються, що пацюк — Ву «Кенні» Лі. Хуанг несамовито женеться за ним. Кенні доїжджає до готелю Сіня. Туди приходить Хуан. Хуан в люті вбиває зрадника і стає головним босом Тріад в Ліберті-Сіті.
Після подій GTA Chinatown Wars Хуан розширив вплив Тріади в рази, викликавши з Гонконгу членів мафії свого батька. Потім захопив бізнес своїх попередніх босів. Потім Тріади під його керівництвом стали найбільшим угрупованням на сході. Через його діяльність Ліберті-Сіті захопила велика хвиля наркотиків.

## Цікаві факти
- Хуан — перший протагоніст-азіат в серії GTA.
- Хуан — третій протагоніст, якій вміє стріляти з двох рук (ще Майк і Карл Джонсон).
- Хуан Лі завжди одягнений в один і той же одяг: зелена куртка, червона сорочка, біла футболка і сині джинси.
- Хуан — майстер угону автомобілів: він може зламати від найстаріших до дуже швидких спортивних машин.